# Ophiusa separans
Ophiusa separans är en fjärilsart som beskrevs av Walker 1858. Ophiusa separans ingår i släktet Ophiusa och familjen nattflyn. Inga underarter finns listade i Catalogue of Life.